# Casa del Balilla (Pistoia)
La Casa del Balilla è un edificio situato in piazza San Francesco 4 a Pistoia.

## Storia
Nel 1927 l'Opera Nazionale Balilla promuove la costruzione di una Casa del Balilla a Pistoia. Il progetto è assegnato agli architetti Raffaello Fagnoni e Giovanni Michelucci da Leopoldo Bozzi, segretario federale e podestà della città toscana. La zona prescelta, attigua alla basilica di San Francesco di cui Fagnoni cura in quegli anni il restauro, è occupata dagli edifici dell'ex-convento in parte destinati a ospitare alcune fonderie e già utilizzati come stand dell'esposizione circondariale del 1899.
Il progetto, con il relativo capitolato d'appalto di lire 666.000, è presentato alla fine del febbraio 1928 e prevede un edificio d'ingresso in posizione centrale ai cui lati si sviluppano, a sinistra, il blocco della palestra e, a destra, leggermente arretrato, un corpo curvilineo che collega la Casa del balilla a un edificio scolastico. Il corpo a est riutilizza le murature preesistenti che però nel corso dei lavori necessitano di opportuni consolidamenti prima delle previste sopraelevazioni. Un braccio del chiostro viene demolito a seguito della decisione, sostenuta dal podestà Bozzi, di ampliare il corpo disposto perpendicolarmente al fronte stradale, costituendo una precisa sequenza di atrio, vestibolo e salone. I lavori delle opere murarie, iniziati a marzo, sono affidati nel 1928 alla ditta Ambrogi e proseguono tra incertezze e incomprensioni anche tra i progettisti (Michelucci in quegli anni è impegnato a Roma) sino al luglio dell'anno successivo, data dell'inaugurazione del complesso.
Qualche anno dopo, nuove esigenze di ampliamento impongono la costruzione lungo via del Molinuzzo, al posto del previsto edificio scolastico, di una nuova palestra da erigere su terreni di proprietà comunale, ceduti nel 1934. I cambiamenti d'uso, seguiti alla caduta del regime fascista, hanno comportato alcune modifiche nell'assetto del complesso, frazionato in più unità immobiliari. L'edificio ha in seguito ospitato l'Istituto professionale per l'industria e l'artigianato "A. Pacinotti", la palestra comunale e la sede amministrativa con stazione dei pullman del Consorzio Pistoiese Trasporti. Alcune modifiche hanno interessato gli interni, con controsoffittature, sostituzioni di infissi e pavimenti, nuove suddivisioni interne.

## Descrizione
L'edificio sorge sul lato meridionale di piazza San Francesco, nella zona nord-ovest del centro cittadino di Pistoia. Destinato a sede distaccata del Liceo statale Forteguerri-Vannucci, il complesso occupa un'area abbastanza vasta, delimitata originariamente dal convento della vicina chiesa di San Francesco. La nuova costruzione ridisegna il fronte meridionale della piazza, arretrando e seguendo una linea curva in corrispondenza dell'angolo con via del Molinuzzo dove sorge la palestra costruita alcuni anni dopo (1935).
Il complesso presenta una planimetria composita in cui si affiancano volumi di differente dimensioni che sembrano giustapporsi all'edificio d'ingresso piuttosto che articolarvisi armonicamente. L'assetto attuale, compromesso dalle successive sopraelevazioni dei blocchi laterali, attenua il rilievo formale previsto per il blocco centrale, in origine coronato da quattro statue e impreziosito dal bugnato in pietra proveniente dalle cave delle Grazie di Saturnina (Pistoia). Stilemi classicheggianti ed elementi della tradizione toscana, mescolati a contenuti richiami alla simbologia fascista, sono proposti con grande evidenza: il rivestimento a bugnato del piano terra è sormontato da un ordine dorico dalle proporzioni certo non canoniche; le finestre del piano superiore sono ricavate in nicchie centinate e l'atrio, il vestibolo e il retrostante salone di gusto neopalladiano sono voltati. Sull'intradosso del portale d'ingresso sono incisi i nomi dei due progettisti e l'anno di costruzione: "RAF. FAGNONI GIOV. MICHELVCC. ARCH. TOSCANI A. 1928".
L'interno, profondamente modificato, conserva in parte i pavimenti originali, scelti da Fagnoni, con decorazioni a motivi geometrici. Il portale che precede il salone è caratterizzato da grandi mensole riprese da Fagnoni nella casa del Fascio di Settignano (1930). 
L'elemento di maggior rilievo architettonico è lo scalone ovale ricavato in un vano di pianta rettangolare caratterizzato da dettagli architettonici particolarmente curati quali la balaustra e la decorazione a finto marmo con stucchi in corrispondenza delle porte e lungo le rampe.
Lo stato di conservazione dell'edificio appare oggi compromesso. In particolare il frazionamento del complesso ha comportato una criticabile modifica della suddivisione interna. Il profondo degrado dello scalone ovale deriva infatti anche da un lungo periodo di abbandono. Al piano superiore è oggi ubicata la succursale dell'Istituto Professionale per l'Industria e l'Artigianato "A. Pacinotti" la quale è dotata di un autonomo sistema di distribuzione verticale nel blocco est e usufruisce dello scalone ovale per accedere al cortile retrostante l'edificio e alla palestra. Altrettanto deprecabile è la controsoffittatura del vestibolo, ridotto a piccolo spazio e non più comunicante con l'attiguo salone.

## Critica
Nel 1931 la nuova sede pistoiese della Casa del balilla è presentata sulle pagine della rivista "Architettura e Arti decorative" in un articolo di A. Maraini che sottolinea i "ricordi neoclassici" suggeriti dall'architettura della palazzina d'ingresso. A eccezione della monografia di Leonardo Lugli dedicata a Giovanni Michelucci (1966), che si limita a trascrivere un brano dell'articolo di Maraini, l'interesse per questa costruzione riprende solo negli anni settanta all'interno di una serie di iniziative di ambito locale volte alla ricostruzione della storia urbanistica pistoiese tra Ottocento e Novecento. Solo nel 1986, il volume di Cresti sull'architettura del fascismo e la monografia di Belluzzi e Conforti su Michelucci inquadrano l'opera realizzata dall'architetto pistoiese in collaborazione con Fagnoni in un ampio panorama storico-critico.